# Grammostola vachoni
Grammostola vachoni là một loài nhện trong họ Theraphosidae.
Loài này thuộc chi Grammostola. Grammostola vachoni được miêu tả năm 1961 bởi Schiapelli & Gerschman.